# Banneville-la-Campagne
Banneville-la-Campagne település Franciaországban, Calvados megyében. Lakosainak száma 188 fő (2022. január 1.). Banneville-la-Campagne Cagny, Démouville, Émiéville, Saint-Pair, Sannerville, Troarn és Vimont községekkel határos.

## Népesség
A település népességének változása:
| Lakosok száma | 118  | 84   | 76   | 99   | 148  | 166  | 173  | 172  | 171  | 188  |
|               | 1968 | 1982 | 1990 | 2006 | 2013 | 2015 | 2017 | 2019 | 2020 | 2022 |